# Ośrodek Kultury Górna
Ośrodek Kultury Górna – dom kultury działający w Łodzi, część Miejskiej Strefy Kultury.

## Historia i działalność
Przy ul. siedleckiej 1 od lat 60. działał Międzyzakładowy Dom Kultury, natomiast dopiero 28 grudnia 1979 decyzją Nr 63/79 Naczelnika Dzielnicy Łódź-Górna powołano pod ty adresem Dzielnicowy Domu Kultury. Jego organizatorem został Urząd Miasta Łodzi. W latach 80. dom kultury posiadał dwie dodatkowe filie – Dom Harcerza przy ul. Pabianickiej 55 oraz Dom Kultury Energetyk przy al. Politechniki 17. Drugą z nich zamknięto w 2012 i przekazano firmie Dalkia. Natomiast w tym samym roku swoją działalność rozpoczęła filia „Olechów” (obecnie Strefa Kultury Otwartej) przy ul. Jagiellonki 4/36. W 2021 decyzją Rady Miejskiej w Łodzi dom kultury został zlikwidowany i przekształcony w jedną z filii Miejskiej Strefy Kultury.
Dom kultury znajduje się w willi Ottona Haesslera, wybudowanej w 1898. Została ona wzniesiona w stylu szwajcarskim, co było nietypowe dla ówczesnej fabrykanckiej Łodzi. W okresie 2019–2020 budynek przeszedł generalny remont.